# Carlos P. Rómulo
Carlos Rómulo y Peña (Camiling, Tarlac, Filipinas, 14 de enero de 1899 - Manila, Filipinas, 15 de diciembre de 1985) fue un político y autor filipino. Fue el primer asiático que ganó el Premio Pulitzer y se le eligió Presidente de la Asamblea General de las Naciones Unidas (1949-1950). Él era reportero a los 16 años, redactor a los 20, y publicista a los 32. Fue cofundador de los Boy Scouts of the Philippines.
Obtuvo su licenciatura de la Universidad de Filipinas (B.A., 1918) y Universidad Columbia (M.A., 1921) y en 1942 fue el primer asiático que ganó el Premio Pulitzer. 
Trabajó durante la Segunda Guerra Mundial entre otras cosas como Ayudante de Campo del general Douglas MacArthur. El 20 de septiembre de 1949 Rómulo fue elegido Presidente del Pleno de la ONU y encabezó así la reunión del cuarto período. En 1953, fue nombrado Secretario General. Durante su larga carrera, Rómulo sirvió en el gobierno tanto como embajador de su país en varios otros países, como jefe de la delegación filipina en la ONU y como Presidente de la Comisión del Extremo Oriente en Washington D. C. Sirvió bajo 8 diferentes Presidentes filipinos, desde Manuel Quezon hasta Ferdinand Marcos. Fue por tres legislaturas Ministro de Asuntos Exteriores de Filipinas: desde 1950 a 1952, de 1963 a 1964 y de 1968 a 1984. 
Carlos P. Rómulo murió en 1985 a los 86 años y fue enterrado en el Cementerio de los Héroes en Filipinas.

## Publicaciones
Publicó recuerdos 18 libros incluyendo:
- 1961, I Walked with Heroes.
- The United
- I Walked with Heroes (autobiografía)
- Yo vi la caída de Filipinas
- Mother America
- I See the Philippines Rise (memoria de guerra).